# 原美術館

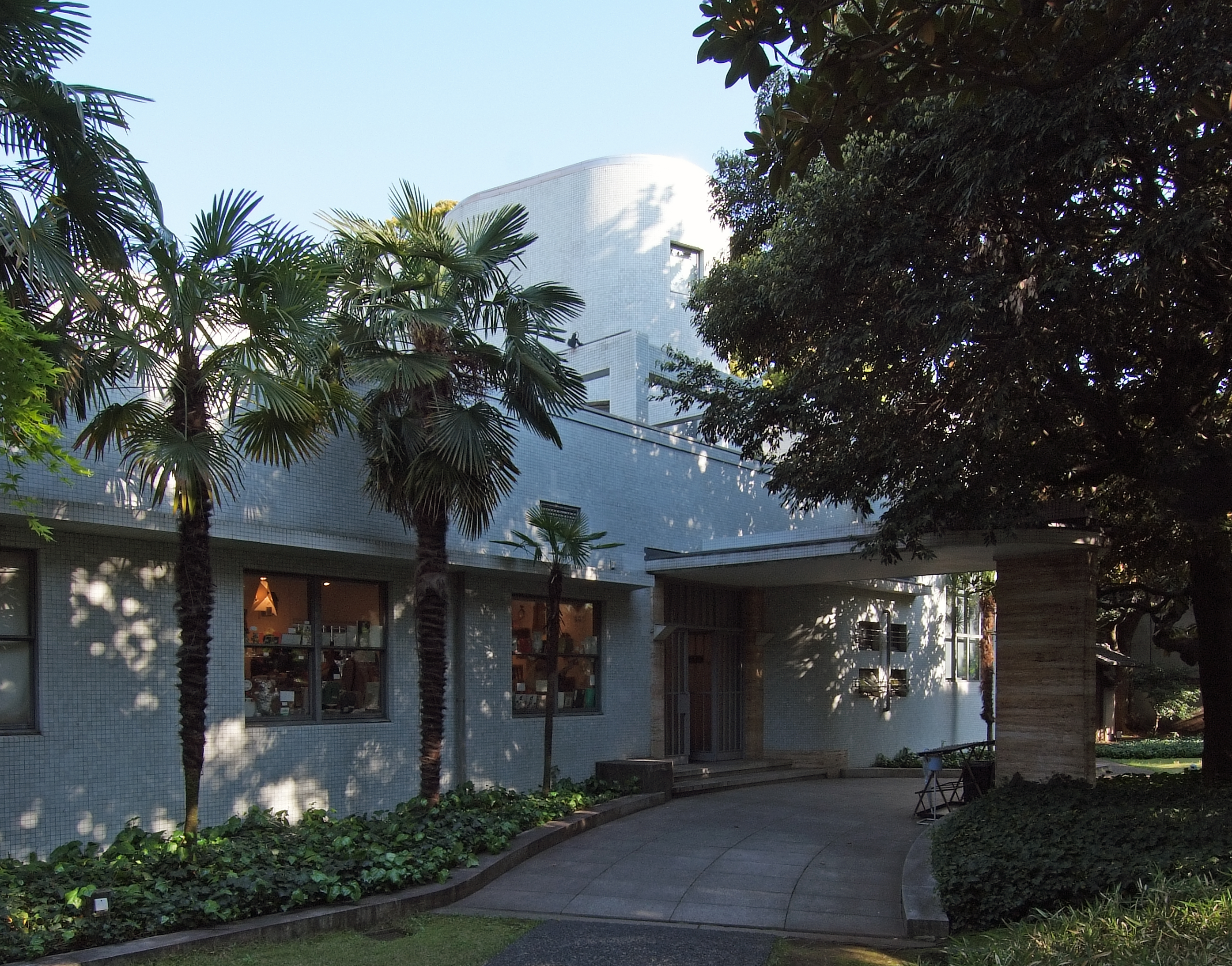

原美術館（はらびじゅつかん）是位於日本東京都品川區北品川的一座私立美術館，主要收藏現代美術品。該美術館由原俊夫設立，收藏有約850件美術品。美術館在2021年1月閉館，但其姊妹館原美術館ARC（在群馬縣澀川市運營）。

## 外部連結
- 原美術館
- 携帯版（アーカイブ）